# Phạm Đồng Điện
Phạm Đồng Điện (1920-2007) là một Nhà khoa học Việt Nam, Giáo sư, Nhà giáo nhân dân nguyên Hiệu trưởng Trường Đại học Bách khoa Hà Nội.

## Thân thế
Phạm Đồng Điện sinh ngày 2 tháng 1 năm 1920 tại Nam Trực, tỉnh Nam Định. Thân sinh của ông là cụ Phạm Đồng Mỹ từng là Tri huyện Vũ Tiên, tỉnh Thái Bình. Ông là con thứ hai, là trưởng nam của 13 anh chị em.
Hồi nhỏ, Phạm Đồng Điện nổi tiếng thông minh, hiền lành. Năm 1937-1940, ông học trường Trung học Bảo hộ (nay là trường Trường Trung học phổ thông Chu Văn An), luôn xếp thứ nhất trong cả ba năm học. Trong cuốn học bạ của ông, các giáo viên nhận xét về ông là: "Học sinh xuất sắc" (excellent élève), đặc biệt có các giáo viên tên tuổi như Nguyễn Văn Huyên, Dương Quảng Hàm, Nguyễn Mạnh Tường... Cùng học lớp với ông còn có nhà văn hóa Hữu Ngọc.
Sau khi tốt nghiệp, Phạm Đồng Điện vào học Ban Tự nhiên của Viện Đại học Đông Dương (nay là Đại học Quốc gia Hà Nội) và đậu cử nhân khoa học năm 1944. Năm 1945, sau khi cách mạng thành công, ông làm kỹ sư tại Nha Nghiên cứu khí tượng Việt Nam, đồng thời tình nguyện dạy tại trường Chu Văn An và Phan Chu Trinh.
Năm 1946, theo lời kêu gọi toàn quốc kháng chiến của Bác Hồ, hòa cùng khí thế của cuộc cách mạng giải phóng dân tộc, ông cùng nhiều trí thức lên Chiến khu tham gia kháng chiến. Với tài năng và nhiệt huyết của mình, từ năm 1946 đến 1951, ông được giao trọng trách Phó Giám đốc Nha Nghiên cứu Kỹ thuật, Cục Quân giới trực thuộc Bộ Quốc phòng Việt Nam. Năm 1951, nhằm chuẩn bị cho giai đoạn xây dựng đất nước khi cuộc kháng chiến giành thắng lợi, Phạm Đồng Điện là một trong 21 cán bộ khoa học đầu tiên được Trung ương Đảng cử đi học ở Liên Xô học tập tại Đại học Công nghệ Hoá học Moskva Mendeleev, ngành Hóa học, chuyên ngành Thuốc phóng & Thuốc nổ.
Sau khi học ở Liên Xô về, ông được cử làm Chủ nhiệm Khoa Kỹ thuật Hóa học đầu tiên của trường Đại học Bách khoa Hà Nội. Từ năm 1960, Phạm Đồng Điện đảm nhiệm chức vụ Phó hiệu trưởng trường Đại học Bách khoa Hà Nội và từ năm 1966-1980 trở thành Hiệu trưởng của trường. Ở cương vị người đứng đầu nhà trường, với tinh thần trách nhiệm cao, ông sẵn sàng hi sinh quyền lợi cá nhân, luôn tận tâm vì lợi ích của nhà trường, của tập thể, có nhiều công lao trong công tác bồi dưỡng, xây dựng đội ngũ cán bộ, phát triển các hoạt động của trường về đào tạo, nghiên cứu khoa học và chuyển giao công nghệ.
Năm 1987, Giáo sư Phạm Đồng Điện về nghỉ hưu.
Ngày 14 tháng 4 năm 2007 ông qua đời tại Hà Nội.

## Gia đình
Phạm Đồng Điện lập gia đình năm 1961 với bà Lê Thị Minh Châu, bà Châu kém ông 13 tuổi, từng làm y tá trong Đội điều trị II, Cục Quân y và trường Sĩ quan Pháo binh.
Năm 1962, ông bà có với nhau người con gái là Phạm Thị Lê Minh.
Em trai ông là PGS.TS.NGND Phạm Quý Tư, nguyên hiệu trưởng Trường Đại học Sư phạm Hà Nội
Em trai út của ông là GS.TS.Phạm Văn Thiêm, nguyên Giám đốc trung tâm Giáo dục & Phát triển Sắc ký, Đại học Bách Khoa Hà Nội.

## Phong tặng
- Nhà giáo Nhân dân. Huy chương Vì sự nghiệp Đại học; Huy chương Vì sự nghiệp Khoa học và Công nghệ; Huy chương Vì thế hệ Trẻ[3].
- Huân chương Kháng chiến hạng Nhất; Huân chương Lao động hạng Nhì, hạng Ba; Huân chương Chiến thắng hạng Ba[3].
- Huy chương Vì sự nghiệp Đại học; Huy chương Vì sự nghiệp Khoa học và Công nghệ; Huy chương Vì thế hệ Trẻ[3].